# Pietre runiche di Färentuna

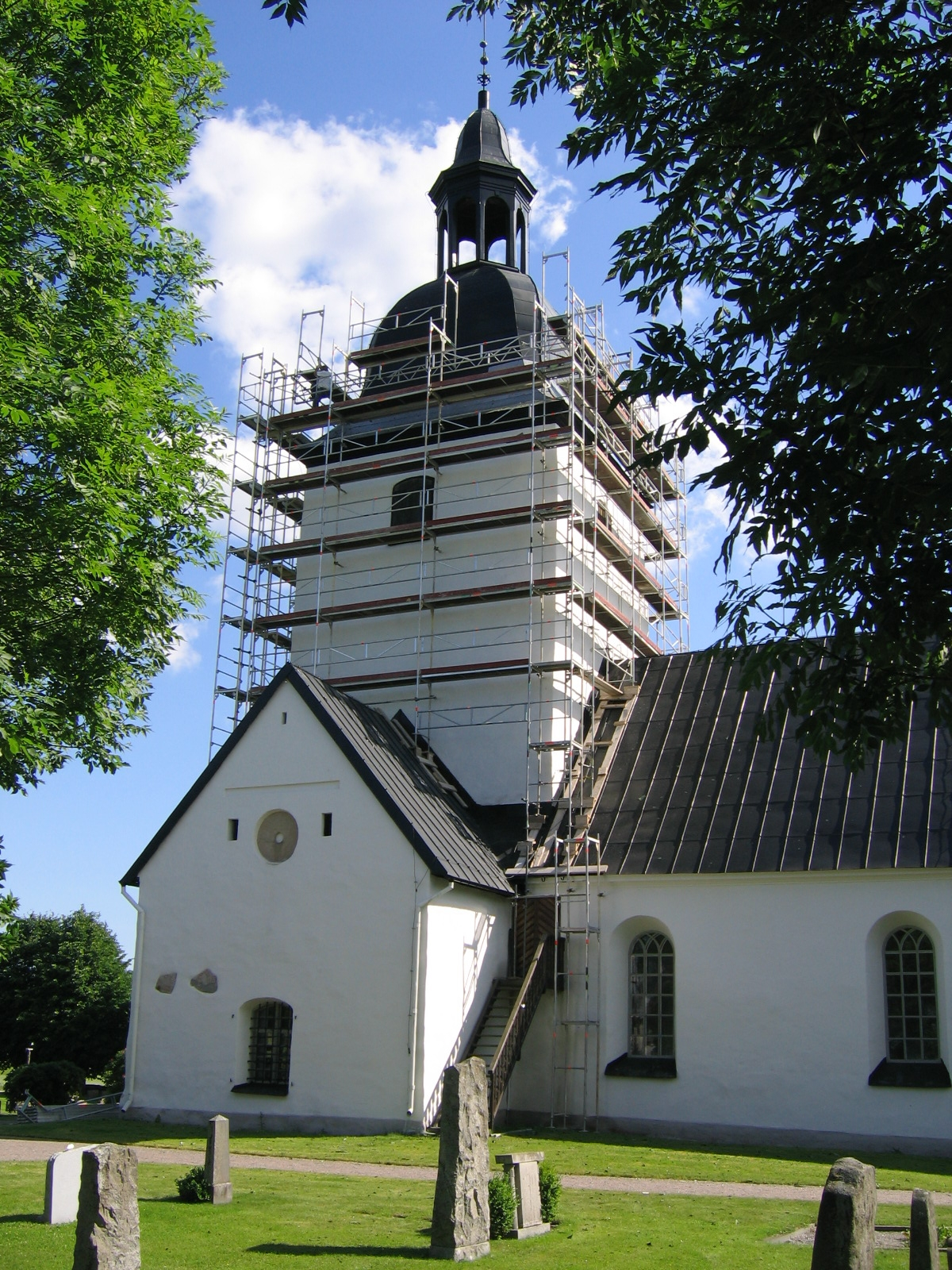
Chiesa di Färentuna. I frammenti di pietra runica U 20 e U 21 sono visibili sulla sinistra dell'entrata frontale.

Le Pietre runiche di Färentuna sono delle pietre runiche risalenti all'XI secolo etichettate come U 20, U21 e U 22le quali rimangono del villaggio di Färentuna, Uppland, Svezia. Le pietre U 20 e U 21 sono molto importanti in quanto raccontano la storia di Gerlög e sua figlia Inga, come anche la Pietra di Hillersjö e le Pietre di Snottsta e Vreta. Anche se i due reperti sono etichettati con sigle diverse, in origine facevano parte dello stesso monolito; al giorno d'oggi per riferirsi a tali oggetti si usa anche la denominazione U20/21.

## U20/U21

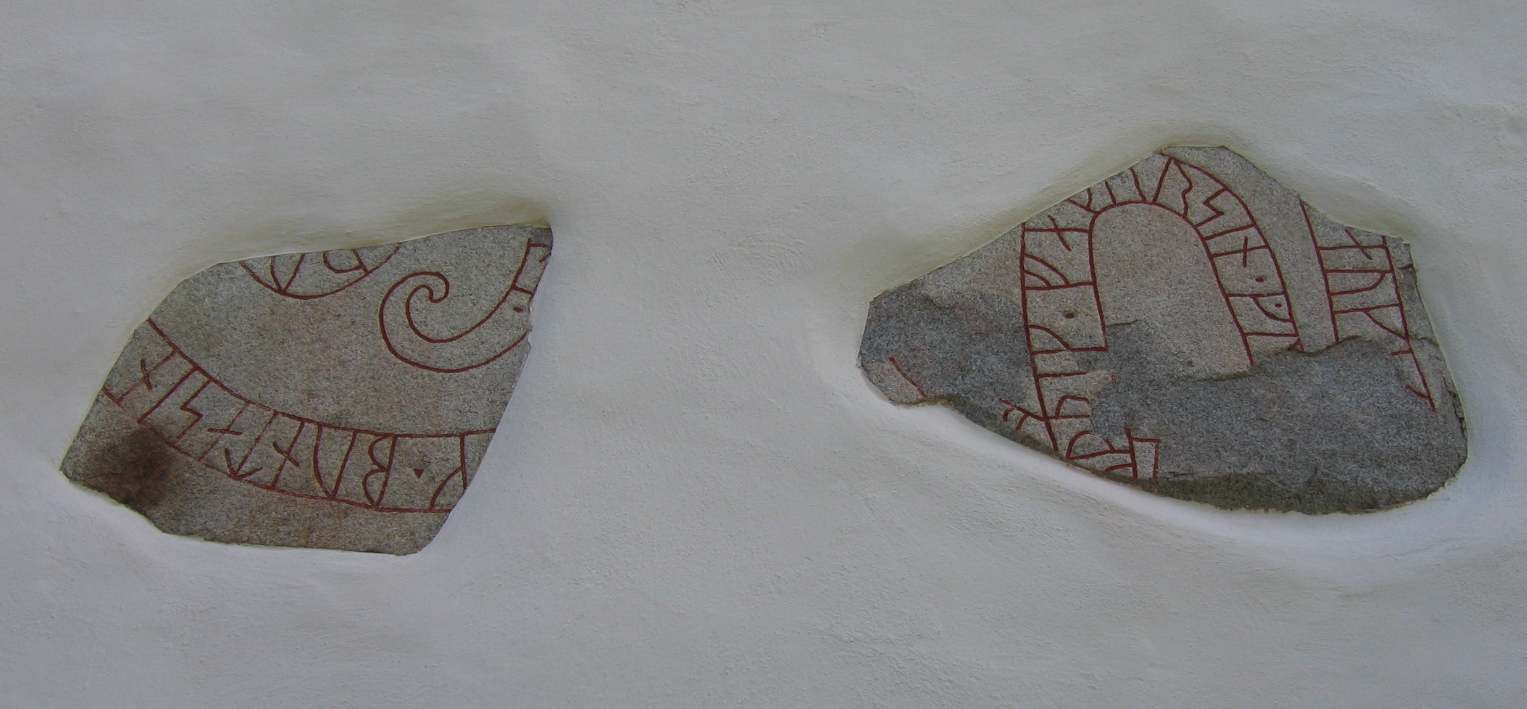
U20 e U21, come sono state rinvenute nel muro della chiesa di Färentuna

Questi frammenti facevano parte dello stesso monolite, eretto da Inga in memoria di suo marito Erik e di suo padre Godric.

### Traslitterazione in caratteri latini
... ...k * bunta sin ... auk -... ...(u)þrik * faþur sin * gu... ...-b... ...n- *

### Trascrizione in norreno
... [Æiri]k(?), bonda sinn ... ok ... [G]uðrik, faður sinn. Gu[ð hial]p[i a]n[d].

### Traduzione in italiano
... Eiríkr(?) suo marito ... e ... Guðríkr, suo padre. Possa Dio aiutare (la sua) anima.

## U 22

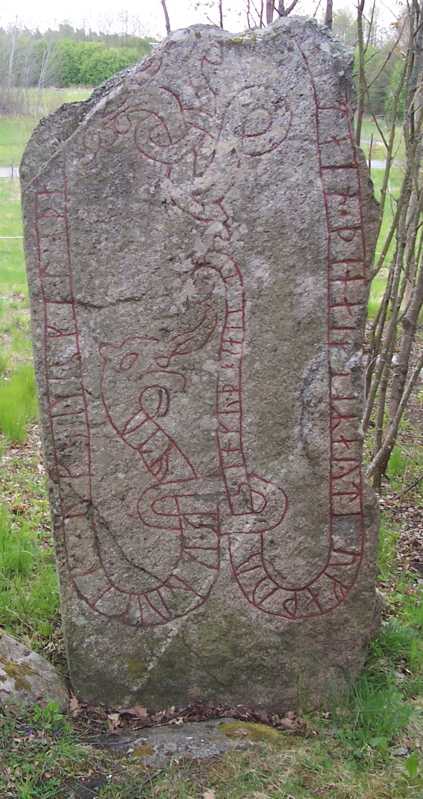
Pietra runica U22.

### Traslitterazione in caratteri latini
ulfr * uk uikil + uk syrkil * þa... ...- stain * þina i(f)(t)iR ayt—u faþur sin ku*þ (h)ia[lbi] a-t

### Trascrizione in norreno
UlfR ok Vikell ok Syrkell/Sørkell þæ[iR] ... stæin þenna æftiR <ayt—u>, faður sinn. Guð hialpi a[n]d.

### Traduzione in italiano
Ulfr e Vékell e Syrkell/Sørkell, loro ... questa pietra in memoria di ... loro padre. Possa Dio aiutare (la sua) anima.

## Riferimenti
- Rundata
- Inga och Estrid - en såpa för tusen år sedan: Människor, händelser och platser i Ingas och Estrids liv. Una pagina al museo di Stoccolma., su lansmuseum.a.se. URL consultato il 25 novembre 2008 (archiviato dall'url originale l'11 ottobre 2006).